# ودوکودی
ودوکودی (به لاتین: Vodochody) یک روستا در جمهوری چک است که در ناحیه پراگ شرقی واقع شده‌است.

## خصوصیات
ودوکودی ۴٫۹۳ کیلومترمربع مساحت و ۵۴۲ نفر جمعیت دارد و ۲۴۰ متر بالاتر از سطح دریا واقع شده‌است.